# Julius Firmicus Maternus
Julius Firmicus Maternus ze Sicílie (4. století) byl římský astrolog, astronom a spisovatel.
O jeho životě se neví téměř nic. Lze se domnívat, že se nejprve zabýval astrologií a astronomií a někdy kolem roku 339 se stal křesťanem.

## Dílo
Jeho dvě díla jsou psána velmi rozdílným stylem, zároveň se liší i obsahově, to vedlo k úvahám, zda šlo o jednoho spisovatele, nebo zda se jednalo o dva spisovatele stejného jména. Podle Ottova slovníku naučného napsaly tato dvě díla dvě různé osoby stejného jména.
Moderní poznatky[kdo?] ukazují, že se s nejvyšší pravděpodobností jednalo o jednoho autora.[zdroj?] Příčina změny stylu psaní a názorů je přičítána přijetí křesťanství.
- Matheseos libri VIII, novoplatonický výklad působení hvězd na člověka. Kniha se spíše než astronomií zabývá astrologií. S datací tohoto díla je spojena řada problémů, přitom je důležité ho co nejpřesněji datovat, neboť jedině tak lze prokázat, zda jde i o autora De errore profanarum religionum ad Constantium et Constantem Augustos, nebo zda existovali dva autoři téhož jména. Dříve bylo dílo datováno do roku 354, což by naznačovalo existenci dvou autorů téhož jména. V poslední době je za rok vydání považován rok 336. Ve starověké a středověké astrologii byly Mateheseos jedním z nejcitovanějších spisů. Upřesňoval například stupně exaltace (povýšení) a pádu planet uvedené v klasických astrologických spisech Klaudia Ptolemaia. Je také k dispozici český překlad od Robina Salomona.[2]

- De errore profanarum religionum ad Constantium et Constantem Augustos (též De erroribus profanarum religionum), 346. V tomto díle se projevuje jeho přijetí křesťanství, práce má silně netolerantní až fanatický charakter a je útokem na nekřesťanské víry. Vyzývá zde císaře k jejich potlačení. Z díla vyplývá poměrně dobrá znalost ostatních křesťanských spisovatelů. Rukopis tohoto díla se nachází ve Vatikánské knihovně. Dílo bylo několikrát vydáno, za nejlepší bývá označováno vydání Konráda Bursiana (Leipzig, 1856), a vídeňské vydání v Minucius Felix (Corp. Scr. Eccl, Lat. ii.) K. F. Halma z roku 1867.